# Норвегия на «Евровидении-1986»
Как страна-хозяйка и чемпион прошлого года, Норвегия приняла участие в тридцать первом выпуске телевизионного конкурса Евровидение-1986, который состоялся 3 мая в Бергене. Страну представлял певец Кетил Стоккан с песней Romeo, написанной им самим. По итогам голосования он занял 12-е место из 20, набрав 44 балла. Стоккан позже примет участие на Евровидение ещё раз в 1990 году. Тем не менее, Romeo стала предшественницей норвежской заявки на Евровидение-1987 Mitt liv в исполнении Кейт Гульбрандсен. Конкурс был показан и организован NRK на канале NRK1 с комментариями Кнута Бьёрнсена. Глашатаем от Норвегии была Нина Матесон. 

## До «Евровидения»

### Melodi Grand Prix 1986
Начиная с 1960 года норвежская телекомпания NRK отвечает за организацию отбора заявки на Евровидение и дальнейшую трансляцию конкурса. Традиционно, норвежские заявки выбирались через национальный финал под названием Melodi Grand Prix, который также проводится с 1960 года. Melodi Grand Prix 1986 состоялся 22 марта в центре Ставангер-форум в Ставангере. Ведущим был актёр Ярл Голи. Десять песен было представлено во время отбора, а победитель определялся путём голосования трёх групп жюри (регионального, представителей прессы, работников нефтяной вышки Статфьорд А в Северном море) и зрительской аудитории центра. Все голоса складывались от наименьшего (1) до наибольшего (12) баллов. Каждая из десяти песен сопровождалась оркестром под управлением Фреда Нёдделунда.
| Порядковый номер | Исполнитель         | Название песни      | Автор(ы)                                    | Очки | Место |
| ---------------- | ------------------- | ------------------- | ------------------------------------------- | ---- | ----- |
| 1                | Сьюзан Фюр          | Hollywood           | Даг Арнесен, Арне Линдтнер Несс             | 27   | 8     |
| 2                | Кетил Стоккан       | Romeo               | Кетил Стоккан                               | 70   | 1     |
| 3                | Creation            | Ny tid              | Пер Кристиан Индрехус, Гейр Олаф Бёкестад   | 42   | 5     |
| 4                | Франк Александерсен | Stille før stormen  | Франк Александерсен                         | 30   | 7     |
| 5                | Анн-Мари Гёртц      | Tilbake             | Кристиан Линдеман, Ян Эггум                 | 22   | 10    |
| 6                | Йёрн Хоэль          | Inkululeko          | Дэвид Чокрон                                | 59   | 2     |
| 7                | Клаудия Скотт       | Rock 'n' Roll Band  | Клаудия Скотт, Торстен Флакне, Casino Steel | 38   | 6     |
| 8                | Алекс Наумик        | Fri                 | Александра Наумик, Этле Баккен, Като Кювик  | 26   | 9     |
| 9                | Мия Гундерсен       | Jeg vet hva jeg vil | Пер Рёйсе                                   | 45   | 4     |
| 10               | Нина Оскелан        | Boulevard           | Свейн Даг Хауге, Ян Эггум                   | 47   | 3     |

## На «Евровидении»
Кетил Стоккан выступал в Бергене четвёртым по счёту, между Францией и Великобританией. Его перформанс содержал в себе участие актёров-травести, одетых по моде XVIII века, которые прыгали друг за другом и делали синхронные движения руками в такт музыке. По итогам голосования Норвегия заняла 12-е место из 20, набрав 44 балла. Стоккан позже примет участие на Евровидение ещё раз в 1990 году. 12 баллов норвежское жюри присудило Люксембургу. Эгил Монн-Иверсен был дирижёром во время исполнения норвежской заявки.

### Голосование
| Очки      | Страна                                   |
| --------- | ---------------------------------------- |
| 12 баллов |                                          |
| 10 баллов |                                          |
| 8 баллов  |                                          |
| 7 баллов  |                                          |
| 6 баллов  | - Германия - Ирландия - Кипр - Швейцария |
| 5 баллов  | - Бельгия - Дания                        |
| 4 балла   | - Исландия - Франция                     |
| 3 балла   |                                          |
| 2 балла   | - Нидерланды                             |
| 1 балл    |                                          |

| Очки      | Страна         |
| --------- | -------------- |
| 12 баллов | Люксембург     |
| 10 баллов | Дания          |
| 8 баллов  | Бельгия        |
| 7 баллов  | Швеция         |
| 6 баллов  | Великобритания |
| 5 баллов  | Швейцария      |
| 4 балла   | Португалия     |
| 3 балла   | Франция        |
| 2 балла   | Ирландия       |
| 1 балл    | Израиль        |